# Villa del Rey
Villa del Rey – gmina w Hiszpanii, w prowincji Cáceres, w Estramadurze, o powierzchni 57,29 km². W 2011 roku gmina liczyła 141 mieszkańców.